# Ergasilus sieboldi
Der Ergasilus sieboldi, auch als Kiemenkrebs bekannt, ist ein parasitischer Ruderfußkrebs, der sich in den Kiemen von Fischen einnistet.
Der Vorderteil (Cephalothorax) weist deutliche blaue Flecken auf. Die Weibchen der Gattung sind rund 2 mm lang und befallen das Kiemengewebe von Süßwasserfischen wie Schleie, Hecht, Flussbarsch, Forelle und Karpfen, wobei der Befall der letzten beiden Arten seltener ist. Nach Abheben der Kiemendeckel sind die Parasiten mit bloßem Auge zu erkennen.
Meist verläuft der Parasitenbefall eher unauffällig für die Fische. Nur sehr stark befallene Tiere magern erheblich ab, was auch Messerrücken genannt wird. Ergasilus sieboldi gilt als Überträger der heteroxenen Lymphocystiviren, die zu hohen Mortalitätsraten führt. Interessant ist, dass in Studien zum Lymphozystisvirus ein unmittelbarer Zusammenhang zur saisonalen Dynamik der Ergasilus sieboldi beobachtet werden konnte. Dies gibt Grund zu der Annahme, dass der Copepode als Wirt für das Virus dient und die Verbreitung innerhalb einer Population fördert (CUSACK u. CONE 1986).
Die Weibchen verankern sich mit ihrem zweiten Antennenpaar fest im Kiemengewebe ihrer Wirte und ernähren sich so von deren Blut und dem Kiemengewebe. Die Männchen sterben kurz nach der Begattung ab. Aus den Eiern der befruchteten Weibchen entwickelt sich im laufenden Sommer die zweite Generation von Parasiten auf den befallenen Fischen, wobei die zweite Generation stets zahlreicher als die erste ist. Ergasilus sieboldi wandert auf den Kiemen des Wirtes umher, nachdem er das Kiemengewebe zerstört hat, auf der Suche nach einer neuen Stelle zum Anheften und durchläuft in seinem Leben ähnlich wie den Karpfenläusen (Argulus foliaceus) zahlreiche Entwicklungsstadien, von denen lediglich das letzte Stadium der weiblichen Kiemenkrebse parasitär auf den Kiemen der Fische lebt.
Je nach Stärke des Befalls können bis zu 14.000 Kiemenkrebse in einem Fisch von jeweils zwei Generationen gezählt werden. Ergasilus sieboldi ist ein ernstzunehmender Parasit, da er durch seine schmarotzende Lebensweise für Sekundärinfektionen, z. B. Schimmelpilzen wie Ichthyosporidium hoferi, Saprolegnia oder bakterielle Infektionen durch Aeromonas hydrophila, an seinem Wirt verantwortlich ist.